# Новые французские масонские организации
Во Франции с 1970-х годов новые масонские организации появляются и исчезают каждый год. Это движение заметно усилилось после кризиса египетских масонских уставов в 1998 году. Некоторые из этих организаций имеют хорошо известное и задокументированное происхождение и традиции. Другие имеют происхождение и подлинность, которые труднее проверить и объединяют всего несколько десятков участников. В определенных случаях могут существовать риски различных злоупотреблений, например, сектантских или коммерческих структур.
Для некоторых из этих организаций многие надежные, проверяемые и независимые источники позволяют их изучить. Для других иногда существует очень мало независимых источников, и их фактическое существование не всегда подтверждается. В 2016 году во Франции источник упомянул 42 масонские организации и 188 130 масонов.

## Напоминание о исторических французских масонских организациях
Французское масонство с конца XVIII века прошло через различные трудности, которые привели к расколу внутри первой Великой ложи Франции. Эти расколы и эволюции привели к созданию различных масонских организаций:
- Великий восток Франции, основанный в 1773 году преобразованием первой Великой ложи Франции (1738).
- Верховный совет Франции, основанный в 1821 году, и до 1894 года руководивший символическими ложами Древнего и принятого шотландского устава во Франции.
- Французская федерация Международного смешанного масонского ордена Право человека, основанная в 1893 году масонами Великой символической шотландской ложи.
- Великая ложа Франции (вторая), основанная в 1894 году для управления символическими ложами Древнего и принятого шотландского устава на суверенной и независимой основе Верховным советом Франции.
- Великая национальная ложа Франции, основанная в 1913 году, ложами покинувшими Великий восток Франции и желавшими воссоединиться с англо-саксонским масонством Объединенной великой ложи Англии.

К этим «классическим» масонским организациям рекомендуется добавлять несколько очень маленьких организаций, иногда временно существовавших и объединения некоторых лож. Хотя их очень мало, существование таких структур было задокументировано с XVIII века, но особенно они стали развиваться во второй половине XX века.

## Французские масонские организации созданные после Второй мировой войны
После Второй мировой войны последовательно появлялись:
- Масонский союз женщин Франции, основанный в 1945 году. Он дал начало Великой женской ложе Франции в 1952 году.
- Великая традиционная и символическая ложа Опера, основанная в 1958 году членами Великой национальной ложи Франции, желавшими возобновить контакты с другими французскими организациями.
- Великая французская ложа Древнего и изначального устава Мемфис-Мицраим, основанная в 1960 году для реорганизации египетских масонских уставов. Она была распущена 24 января 1998 года.
- Национальная французская ложа, основанная в 1968 году.

## Французские масонские организации созданные или реформированные с 1970 по 1989 годы
В 1970—1980-х годах появились новые послушания:

### Великая смешанная универсальная ложа
Основана в 1973 году на принципах, аналогичных принципам Великого востока Франции, с добавлением смешанности.

### Инициатический и традиционный орден Королевского искусства
Инициатический и традиционный орден Королевского искусства был основан в 1974 году и наделён новым масонским уставом под названием Устав Строителей Соломона.

### Великая смешанная ложа Франции
Основана в 1982 году путём отделения от Великой смешанной универсальной ложи.

### Великая независимая и суверенная ложа объединенных уставов
Вышла из Великой национальной ложи Франции, которая разделена на две структуры: одна — НФЛ, более привязанная к традициям, включая отказ от женского посвящения, а другая, носящая имя Humanitas, более открытая для смешанности. В 2010 году в 21 ложе насчитывалось около 240 масонов.

### Великая традиционная ложа, тамплиеров и символизма
Основана в 1973 году Раймоном Бернаром с Робером Амбеленом и мастерами различных послушаний, это послушание должно было служить связующим звеном между традиционным масонством и тамплиерами. Его усыпили, а затем снова активировали в несколько периодов, в частности, в 1989 и 1993 годах, и реформировали в 2003 году. Большое руководство по масонству, опубликованное изданиями Initiatis в 2007 году, ссылается на него.

### Великая женская ложа Мемфис-Мицраим
Окончательно сформирована в 1981 году. Объединяет женщин-масонов Устава Мемфис-Мицраим. Численность послушания на 2020 год — 1000 масонов.

## Французские масонские организации, созданные или воссозданные в период с 1990 по 2000 годы

### Великая символическая ложа работающая по Изначальному шотландскому уставу
Основана в 1991 году, в 2016 году он насчитывала 200 членов и 17 ложах. Робер Амбелен пробудил этот устав в 1985 году. Организация работает по Изначальному шотландскому уставу.

### Великая смешанная суверенная ложа
Была создана в 1992 году в Бордо 10 членами Международной великой ложи Востока и Запада. В 2012 году в ней было 250 братьев и сестёр и 20 лож.

### Объединенная великая ложа Франции
Создана в Париже 4 сентября 1994 года. Она присутствует во Франции, в зарубежных департаментах и в Африке. Она управляет исключительно мужскими и смешанными ложами. В ней практикуют шесть уставов: Древний устав, Древний и принятый шотландский устав, Французский устав, Исправленный шотландский устав, Ритуал Эмулейшн и Йоркский устав. Также в структуре есть Капитул Королевской арки. Численность на 2020 год — около 800 масонов.

### Великая ложа реформированного и исправленного шотландского устава Окситании
Основана в 1995 году братьями из Великого приората Галлии и Великой национальной ложи Франции. Эта великая ложа единственная во Франции, которая работает исключительно по Исправленному шотландскому уставу. Численность — около 250 масонов.

## Французские «египетские» масонские организации, созданные или восстановленные после 1990 года

### Великая французская ложа Мицраим
Французское послушание, которое присутствует в Северной Америке, Южной Америке, Европе и Африке. Она практикует исключительно устав Мицраим. Это смешанное послушание, которое объединяет около 400 масонов, разделенных на более чем 20 лож.

### Великая символическая ложа Франции
В 1997 году несколько лож, после беспрецедентного раскола с Жераром Клоппелем, занимавшим в то время пост мирового великого мастера Древнего и изначального устава Мемфис-Мицраим объединились, чтобы сформировать ВСЛФ. Это организация работает исключительно в Древнем и изначальном уставе Мемфис-Мицраим. В 2012 году в ней было 500 масонов и 35 лож.

### Великая традиционная ложа Древнего и изначального устава Мемфис-Мицраим
Великая традиционная ложа Древнего и изначального устава Мемфис-Мицраим была основана в марте 1998 года под руководством Жерара Клоппеля, занимавшего в то время пост мирового великого мастера Древнего и изначального устава Мемфис-Мицраим.

### Восточный масонский орден Древнего и изначального устава Мемфис и Мицраим
Восточный масонский орден Древнего и изначального устава Мемфис и Мицраим создан в 1998 году.

### Великая смешанная ложа Мемфис-Мицраим
Послушание родилось в 2000 году в результате раскола с Великой символической ложей Франции.

### Великая независимая и регулярная ложа Мемфис-Мицраим
Великая независимая и регулярная ложа Мемфис-Мицраим была создана 17 октября 2009 года в Версале.

### Объединенная великая ложа Мемфис-Мицраим
Объединенная великая ложа Мемфис-Мицраим — это смешанное послушание, созданное в 2009 году. В 2015 году в ней было 18 лож и немногим более 200 членов.

### Великая египетская ложа Франции
Великая египетская ложа Франции является членом «Египетской системы Мемфис и Мицраим». Этот орден юридически представлен законом об ассоциациях 1901 года, и является результатом восстановления устава Гарибальди в 1881 году, объявленного таковым Жераром Клоппелем.

## Другие французские масонские организации, созданные или возрождённые в XXI веке

### Великая ложа культуры и духовности
Основана в 2003 году пятнадцатью обладателями высших градусов Великой национальной ложи Франции в ответ на занятие в послушании бизнесом, бюрократию и консерватизм. Также в основе этого раскола отказ ВНЛФ инициировать женщин. В этой великой ложе работы проходят только по Древнему и принятому шотландскому уставу. Послушание смешанное, через 6 лет после создания этой великой ложи в ней насчитывалось 350 масонов. В 2019 году насчитывалось 1000 масонов.

### Великий традиционный восток Средиземноморья
Послушание основано в 2003 году. В 2020 году оно насчитывало 11 лож, в которых состоят 300 мужчин и женщин.

### Великая французская ложа Изначального шотландского устава
Создана Робером Амбеленом. Практикует Изначальный шотландский устав.

### Великая ложа света и братства Люмина
Основана 12 июня 2015 года в результате раскола с Великой ложей культуры и духовности. В 2015 году в неё входило 70 братьев и сестёр, в 4 ложах.

### Великая традиционная и современная ложа Франции
Основана 30 ноября 2003 года членами ВНЛФ Лазурного берега, вышедшими в 2000 и 2001 годах в отставку. Она получила патент от «Великой национальной ложи масонов Италии», основанной масонами Великого востока Италии незадолго до скандала с ложей П2. Признана великими ложами Испании, Андалусии, Греции и Португалии. Некоторые члены разделились в 2020 году и основали Великую ложу Европы и Средиземноморья.

### Великий экуменический арабский восток
Великий экуменический арабский восток — это французское учебное и исследовательское общество, состоящее из двух лож, основанных в 2010 году и работающих в рамках экуменического обряда (иудео-христианской и мусульманской). За пределами своих структур он выступает за межрелигиозный диалог и стремится вывести братство за рамки конфессий. Согласно веб-сайту этого послушания, Экуменический устав вдохновлен Древним и принятым шотландским уставом, практиками древних мусульманских строителей, а также инициирующими ветвями ислама (суфиями, друзами и исмаилитами). Он состоит из 7 степеней, которым предшествует состояние стремящегося.
Это послушание слилось с Арабским великим востоком (родившимся в Ливане в 1950 году) в конце 2010 года. Его первые четыре ритуала были опубликованы в марте 2011 года под названием: «Ритуалы и катехизисы в экуменическом обряде, Восток и Запад на перекрестке масонских путей».

### Великий приорат Галлии
После выхода из Великой директории Галлии, основанной в 1935 году, он был объявлен под своим именем в 1946 году, затем был поглощён ВНЛФ в 1958 году. В 2000 году он снова стал независимым, дополнив своё официальное название двойным названием — Орден христианских масонов Франции/Орден христианских рыцарей-масонов Франции.

### Великая смешанная универсальная ложа устава Серно
Послушание основано 8 июня 2010 году.

### Великая национальная смешанная ложа
Была создана 31 июля 2010 года. Она использует 11 уставов и насчитывает 95 лож и 1750 членов по состоянию на конец 2018 года.

### Великая символическая ложа работающая по Изначальному шотландскому уставу
ВСЛИШУ была создана дочерью Робера Амбелена после «пробуждения» им Изначального шотландского устава в 1985 году. Великая ложа создана для изучения и исследований, а также публикует свои исследования и статьи о традициях и символах в различных журнальных сайтах, включая La Revue Du Maçon.

### Великая независимая ложа Франции
Создана в конце 2012 года в результате проблем возникших в период с 2008 по 2012 год в Великой национальной ложе Франции. В 2017 году в ней было 30 лож и около 500 масонов.

### Великая ложа Альянс французских масонов
Эта великая ложа появилась в ходе раскола с Великой национальной ложей Франции. Объединяет около 15 000 масонов в 700 ложах.

### Национальная исправленная директория Франции — Великая директория Галлии
Национальная исправленная директория Франции — Великая директория Галлии создана в Лионе 15 декабря 2012 года по инициативе бывшего великого мастера Великого приората Галлии (2005—2009), и который был его официальным представителем в последние годы (2005—2012), а также при поддержке бывшего великого хранителя Исправленного шотландского устава Великого востока Франции. Считает себя законным наследником основанного Великой директории Галлии, в марте 1935 года под руководством Камиля Савуара.

### Великая традиционная ложа Франции
Освященная в 2013 году в Авиньоне ВТЛФ определяется принципами традиции и регулярности. Она является результатом раскола с Великой национальной ложей Франции во время кризиса 2011—2014 годов. По состоянию на начало 2020 года в ней насчитывается 1900 масонов-мужчин. Послушание практикует 6 уставов.

### Великая европейская ложа универсального братства
Послушание всемирного братства основано 8 января 2013 года масонами из Лимузена.

### Великая независимая и регулярная ложа для Франции и метрополий
Послушание основано 5 декабря 2013 года двенадцатью ушедшими в отставку членами Великой национальной ложи Франции, включая Жана-Шарля Фёльнера, бывшего великого мастера.

### Национальная французская смешанная ложа
Созданная в 2015 году, она представляет собой смешанную эманацию Национальной французской ложи и работает по тем же принципам. Среди прочего, она практикует Ритуал Эмулейшн. Она присоединилась к Национальной французской ложе 21 апреля 2018 года.

### Великая ложа вольных каменщиков
Послушание создано в конце 2015 года. В 2018 году в неё входило 5 лож.

### Великая инициатическая франкоязычная женская ложа
Создана в 2016 году, в ходе раскола с Великой женской ложей Франции. Это женское послушание хочет быть спиритуалистическим и не занимается социальными вопросами, чтобы посвятить себя только символической и масонской работе. По состоянию на конец 2018 года она состояла из 150 сестёр.

### Великая шотландская ложа Франции
Основан 14 июля 2019 года братьями разных послушаний. В ВШЛФ входят 117 мужчин-масонов и 9 лож.